# Джовани Андреа Дория
Вижте пояснителната страница за други личности с името Джовани.
Джовани Андреа I Дория или Джанандреа Дория (на италиански: Giovanni Andrea I Doria; Gianandrea Doria; * 5 февруари 1539 в Генуа, Генуезка република, † 2 февруари 1606, пак там) от влиятелния генуезки род Дория е княз на Мелфи, маркиз на Турси и Ториля, велик адмирал на Испания, племенник и осиновен син на адмирал Андреа Дориа (1466 – 1560).
Той е син на Джанетино Дория (* 1510, † 1547) и Джинета Чентурионе (1515 – 1593) – дъщеря на Адано Чентурионе (* 1513, – 1578), маркиз на Лаула, и на съпругата му Ориета Грималди (1521 – 1545).
През 1556 г. става адмирал и командва испанската съюзническа войска на Свещената лига в битката при Джерба от 9 до 14 май 1560 г. против Османската империя. Турците завладяват Джерба.
През 1571 г. участва в битката при Лепанто.

## Брак и потомство
Той се жени на 9 юни 1558 г. в Гаета за Дзенобия дел Карето (* 30 ноември 1540, † 18 декември 1590) – дъщеря на испанския адмирал Маркантонио дел Карето (* 1513, † 1578) и на Джована де Лейва (* 1521, † 1545). Имат трима сина и една дъщеря:
- Витория Дория (* 1569, † 1618), ∞ 1587 за херцог Феранте II Гонзага (* 1563, † 1630)
- Андреа Дория (* 1570, † 1629), 3-ти княз на Мелфи, ∞ 1603 за Джована Колона († 1620)
- Артемиза Дория (* 1574, † 1644), ∞ 1593 за Карлос Франциско де Боргия, 7-ия херцог на Гандия
- Карло I Дория (* 1576, † 1650), херцог на Турси, ∞ 1601 за Плацидия Спинола (* 1585, † 1654).